# Michael Olunga
Michael Olunga, né le 26 mars 1994 à Nairobi au Kenya, est un footballeur international kényan qui évolue au poste d'avant-centre à Al-Arabi SC.

## Biographie

### En club
Né à Nairobi au Kenya, Michael Olunga commence le football avec différents clubs de son pays natal.
Il rejoint ensuite l'Europe et la Suède en s'engageant avec le Djurgårdens IF le 17 février 2016,.
Le 8 août 2016, Olunga réalise son premier doublé pour le club, lors d'une rencontre de championnat face à l'IFK Göteborg. Il s'agit de ses deux premiers buts pour le club. Titulaire, il permet à son équipe de s'imposer par trois buts à un.
Le 1er septembre 2017, il rejoint le Girona FC, sous forme de prêt. Il joue son premier match face au Séville FC, lors d'une rencontre de Liga perdue, le 17 septembre 2017 (0-1). Le 13 janvier 2018, Olunga réalise un triplé face à l'UD Las Palmas en championnat, contribuant grandement à la victoire de son équipe (6-0). Avec ces trois buts marqués en l'espace de 22 minutes, il devient le premier joueur kényan a marquer un but en Liga et le premier joueur de Girona à réaliser un triplé en Liga.
Le 10 août 2018, Michael Olunga prend la direction du Japon en s'engageant avec le Kashiwa Reysol. Il joue son premier match pour sa nouvelle équipe le 19 août suivant, face au Júbilo Iwata, lors d'une rencontre de J. League. Il entre en jeu à la place de Yusuke Segawa, et son équipe s'incline par deux buts à zéro. À l'issue de la saison 2018, le Kashiwa Reysol, 17e, est relégué en deuxième division.
Olunga reste au Kashiwa Reysol malgré la relégation et contribue au sacre de son équipe lors de la saison 2019, son équipe terminant premier de J. League 2 et l'attaquant kényan inscrivant un total de 27 buts en 30 matchs, faisant de lui le deuxième meilleur buteur de la compétition.
En janvier 2021, Michael Olunga rejoint le Qatar en s'engageant avec le Al-Duhail SC pour trois saisons.
Le 21 avril 2021, Olunga se fait remarquer en réalisant un triplé lors d'une rencontre de Ligue des champions de l'AFC contre l'Esteghlal FC. Il permet ainsi à son équipe de l'emporter par quatre buts à trois.

### En sélection nationale
Michael Olunga reçoit sa première sélection en équipe du Kenya le 14 juin 2015, contre le Congo (match nul 1-1). Le 6 septembre 2015, lors de sa deuxième sélection, face à la Zambie, il se met en évidence en inscrivant un but (défaite 1-2). Ces deux rencontres rentrent dans le cadre des éliminatoires de la Coupe d'Afrique des nations 2017.
Par la suite, le 26 mars 2017, il s'illustre en étant l'auteur de son premier doublé en équipe nationale, lors d'une rencontre amicale face à la RD Congo (victoire 2-1).
Michael Olunga est ensuite sélectionné avec l'équipe nationale du Kenya pour participer à la coupe d'Afrique des nations en 2019. Titulaire à la pointe de l'attaque du Kenya lors du tournoi, il participe à tous les matchs de son équipe et se fait remarquer face à la Tanzanie le 27 juin en inscrivant un doublé, contribuant ainsi à la victoire de son équipe (3-2). Avec une victoire et deux défaites les joueurs kényans ne parviennent pas à sortir de la phase de groupe.